# أليكسي باتالوف
أليكسي باتالوف (الروسية: Алексе́й Влади́мирович Бата́лов) ‏(20 نوفمبر 1928 - 15 يونيو 2017)، هو ممثل ومخرج روسي. بدأ مسيرته الفنية بفيلم «اللقالق تطير». كما عزز مسيرته الفنية باخراج الأفلام في السينما الروسية، حيثُ قام بإخراج أفلام «المعطف» و«3 سِمان» و«مقامر».

## أفلامه
- 9 أيام من سنة واحدة
- اغتيال على الطريقة الإنكليزية
- نجمة السعادة الجذابة
- موسكو لا تؤمن بالدموع (1979)
- جثة حية
- السيدة والكلب

كما أخرج أفلام «المعطف» و«3 سِمان» و«مقامر».

## وصلات خارجية
- أليكسي باتالوف على موقع IMDb (الإنجليزية)
- أليكسي باتالوف على موقع ألو سيني (الفرنسية)
- أليكسي باتالوف على موقع ميوزك برينز (الإنجليزية)
- أليكسي باتالوف على موقع أول موفي (الإنجليزية)
- أليكسي باتالوف على موقع قاعدة بيانات الأفلام السويدية (السويدية)
- أليكسي باتالوف على موقع قاعدة بيانات الفيلم (الإنجليزية)
- أليكسي باتالوف على موقع ليتربوكسد (الإنجليزية)
- أليكسي باتالوف على موقع كينوبويسك (الروسية)